# Kathedraal van Narbonne
De Kathedraal van Narbonne (officieel:Cathédrale Saint-Just-et-Saint-Pasteur) is het imposante bouwwerk in het centrum van de Zuid-Franse stad Narbonne, in het departement Aude.
Met de bouw van de gotische kathedraal werd in 1272 begonnen. Na enige onderbrekingen werd het overambitieuze bouwproject in de 14e eeuw gestopt. Alleen een gedeelte van het transept en het koor, dat als kerk wordt gebruikt, zijn voltooid.

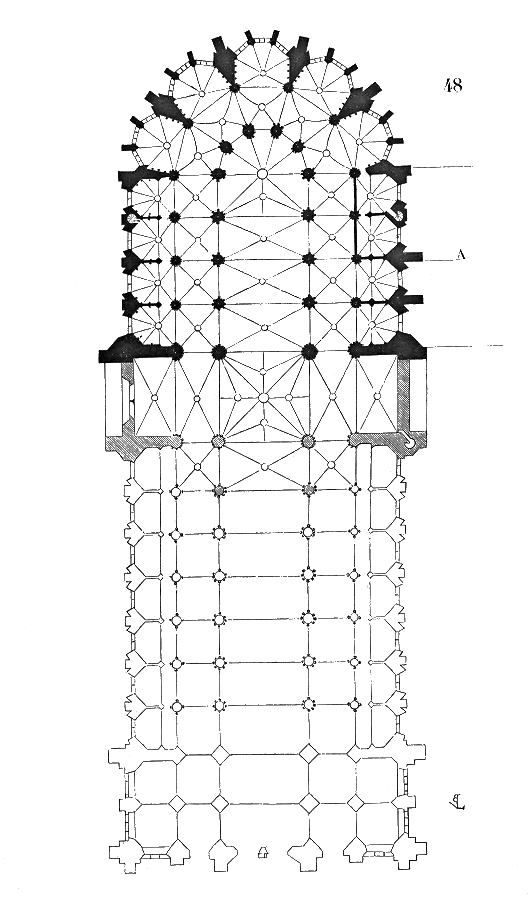
Plattegrond
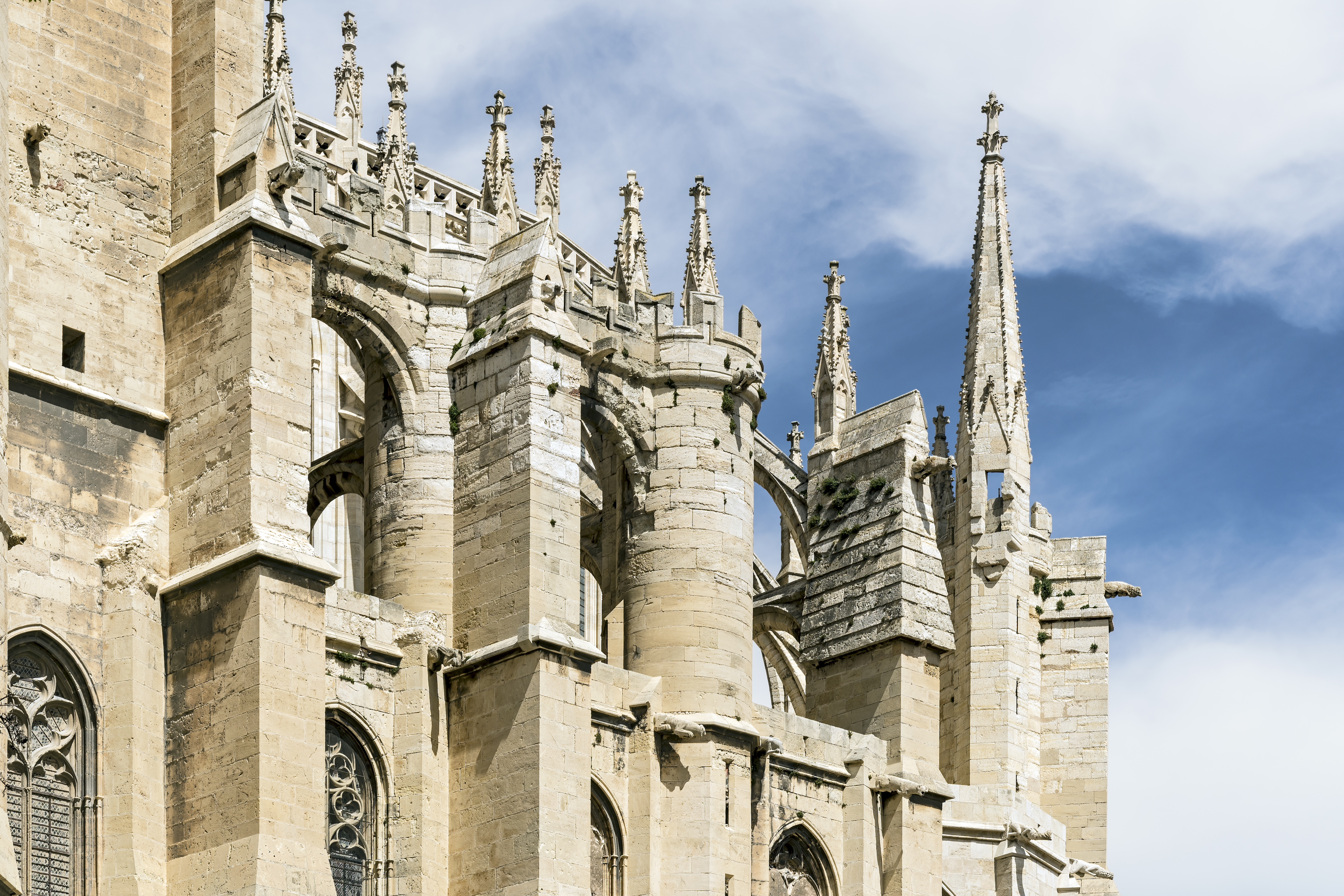
Detail